# Ottange
Ottange (deutsch Öttingen, 1940–44 Ottingen) ist eine französische Stadt mit 3012 Einwohnern (Stand 1. Januar 2022) im Département Moselle in der Region Grand Est (bis 2015 Lothringen). Sie gehört zum Arrondissement Thionville.

## Geografie
Ottange liegt nordwestlich von Thionville an der Grenze zu Luxemburg auf einer Höhe zwischen 295 und 428 Metern über dem Meeresspiegel. Das Gemeindegebiet umfasst 15,48 km².

## Geschichte
Der Ort wurde 1051 erstmals als Ottingin erwähnt und gehört seit 1766 zu Frankreich.
Am 27. Januar 1812 wurde die bis dahin selbständige Gemeinde Nondkeil mit Ottange vereinigt.

## Wappen
Blasonierung: In Gold zwei gekreuzte schwarze Hämmer, über denen ein rotes Schildlein mit blaugekröntem goldenem Adler liegt.
Das Adler-Schildlein war das Wappen des ehemaligen Rittergeschlechts von Ottange, die Hämmer symbolisieren die lange Bergbautradition.

## Bevölkerungsentwicklung
| Jahr      | 1962 | 1968 | 1975 | 1982 | 1990 | 1999 | 2007 | 2019 |
| --------- | ---- | ---- | ---- | ---- | ---- | ---- | ---- | ---- |
| Einwohner | 3563 | 3180 | 2852 | 2621 | 2482 | 2590 | 2685 | 3099 |

## Sehenswürdigkeiten
- Die Kirche Saint-Willibrord aus dem Jahr 1757 wurde im 19. Jahrhundert umgestaltet.
- Überreste der Burg Ottange, die erstmals im 13. Jahrhundert erwähnt wurde und 1671 teilweise, 1734 dann endgültig zerstört wurde
- Die Kapelle im Ortsteil Nondkeil wurde anstelle einer älteren im Zweiten Weltkrieg zerstörten Kapelle im Jahr 1968 erbaut und 2018 profaniert.

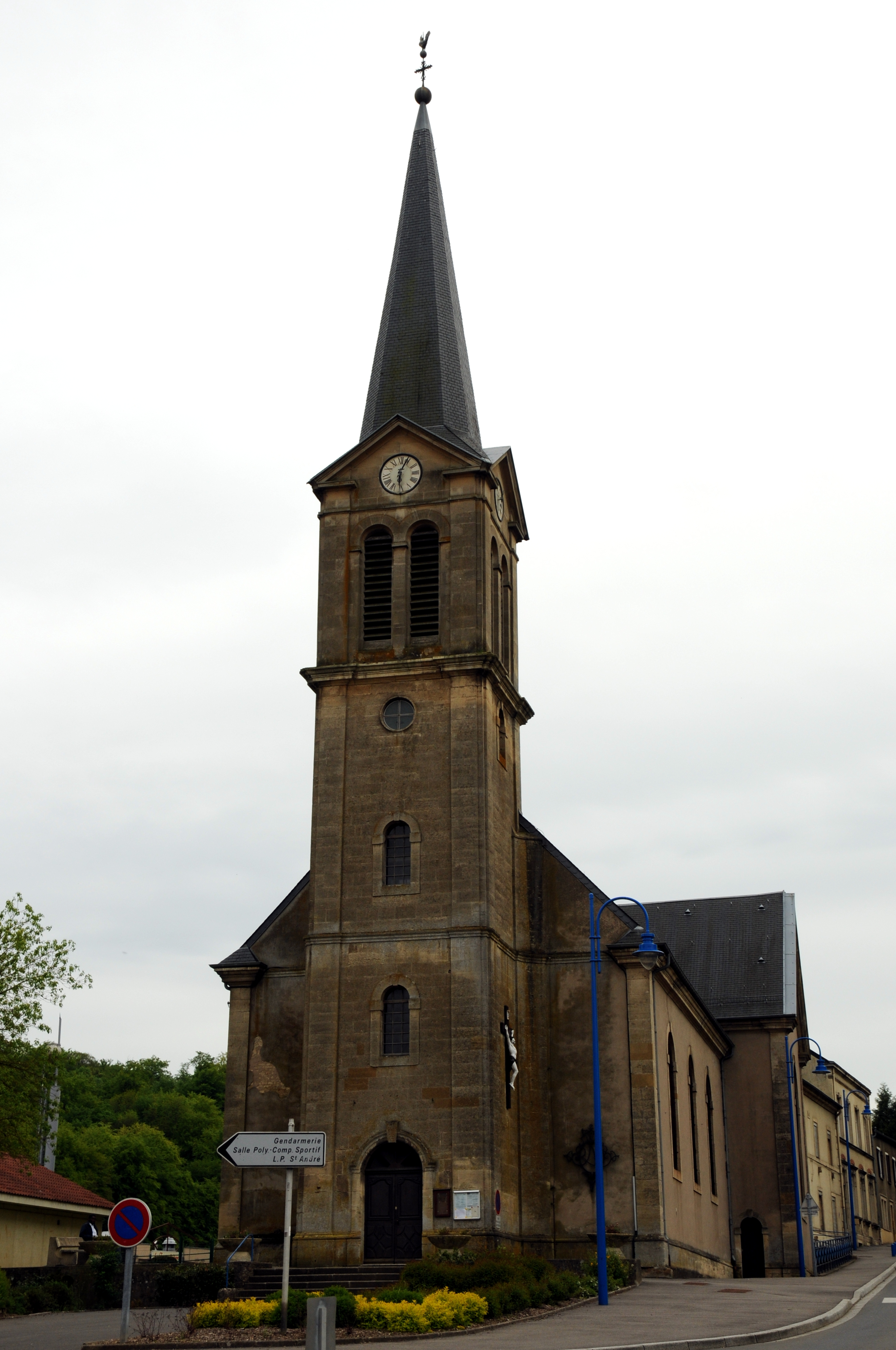
Kirche Saint-Willibrord
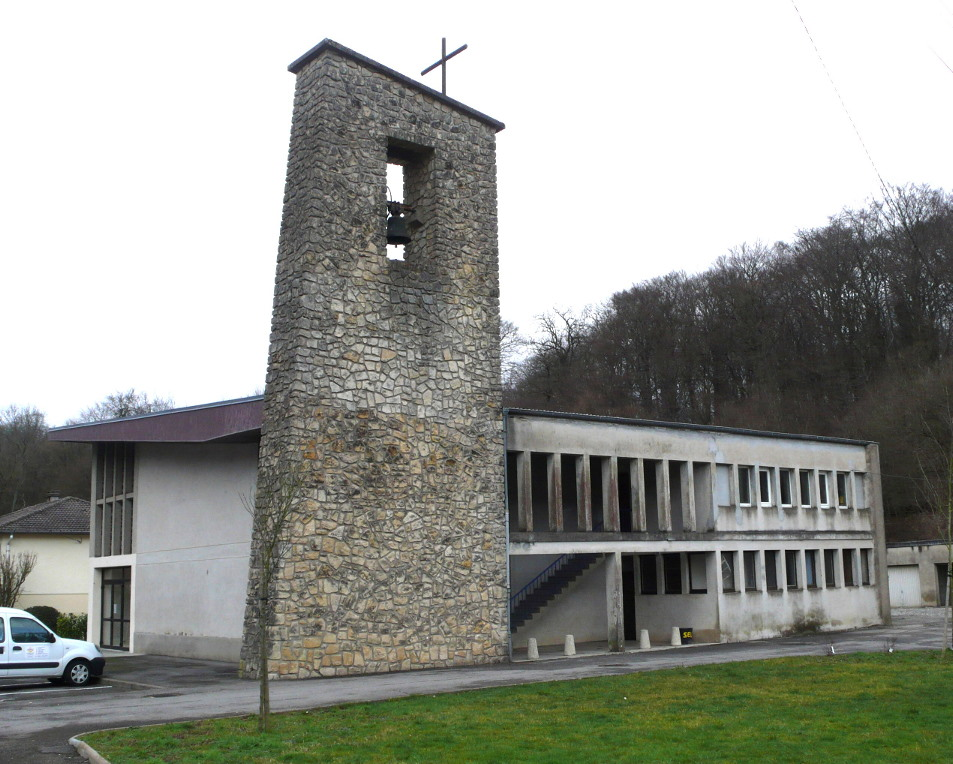
Kapelle in Nondkeil
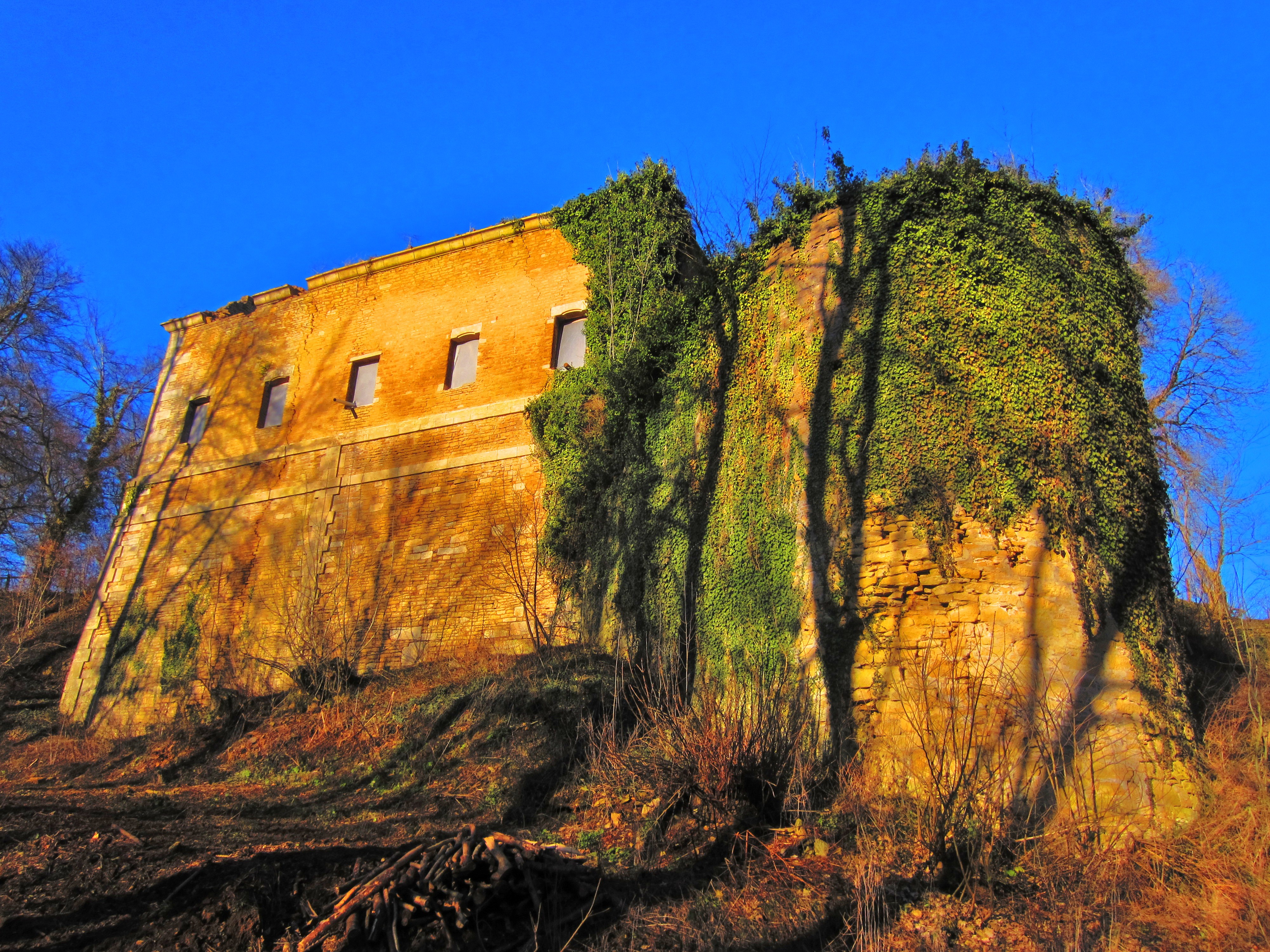
Burgruine
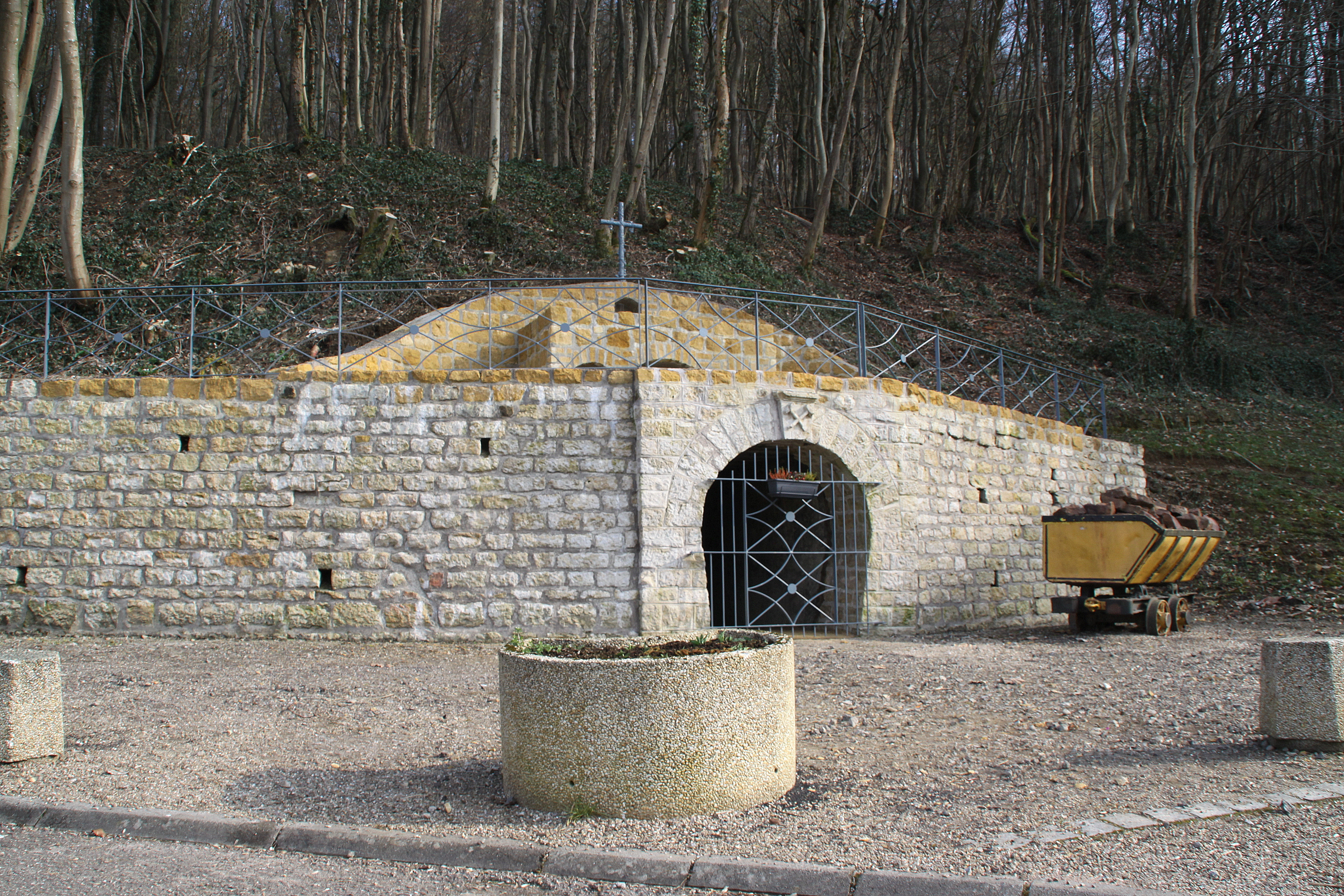
Eingang zur ehemaligen Eisenerzmine

## Belege
1. ↑  Wappenbeschreibung auf genealogie-lorraine.fr (französisch)